# 片桐火華
片桐火華（かたぎりひのか）は、日本の漫画家。主に成人向け漫画を執筆している。

## 作品リスト
1. 『L-MATRIX』 2004年4月24日発売[1]、茜新社〈TENMACOMICS LO #2〉、ISBN 4-87182-658-9
2. 『暗がりの中の少女』 2005年10月25日発売[2]、茜新社〈TENMACOMICS LO〉、ISBN 4-87182-797-6
3. 『もにゅ育！』 2009年10月16日発売[3]、茜新社〈TENMACOMICS LO #72〉、ISBN 978-4-86349-100-7
4. 『美味しい年頃』 2017年8月12日発売[4]、茜新社〈TENMACOMICS LO #216〉、ISBN 978-4-86349-649-1